# Sicalis auriventris
A Sicalis auriventris a madarak osztályának verébalakúak (Passeriformes) rendjébe és a tangarafélék (Thraupidae) családjába tartozó faj.

## Rendszerezése
A fajt Rodolfo Amando Philippi és Christian Ludwig Landbeck írták le 1864-ben.

## Előfordulása
Az Andok-hegységben, Argentína és Chile területén honos. Természetes élőhelyei a mérsékelt övi, szubtrópusi és trópusi füves puszták és cserjések, valamint városi régiók. Vonuló faj.

## Megjelenése
Testhossza 15 centiméter.

## Életmódja
Párban, vagy kisebb csapatban a talajon, vagy sziklás lejtőkön magvakkal táplálkozik.

## Természetvédelmi helyzete
Az elterjedési területe nagy, egyedszáma pedig stabil. A Természetvédelmi Világszövetség Vörös listáján nem fenyegetett fajként szerepel.